# 29401 Asterix
För andra betydelser, se Asterix (olika betydelser).
29401 Asterix eller 1996 TE är en asteroid i huvudbältet som upptäcktes den 1 oktober 1996 av de båda tjeckiska astronomerna Miloš Tichý och Zdeněk Moravec vid Kleť-observatoriet. Den är uppkallad efter den franska seriefiguren Asterix.
Asteroiden har en diameter på ungefär 3 kilometer och den tillhör asteroidgruppen Koronis.